# オーレ・クリスチャン・エイドハンメル
オーレ・クリスチャン・エイドハンメル（Ole Christian Eidhammer、1965年4月15日 - ）は、ノルウェー、ムーレ・オ・ロムスダール県モルデ出身の元スキージャンプ選手。

## プロフィール
1983年2月20日にヴィケルスンでのフライングでスキージャンプ・ワールドカップにデビューし10位となった。同年3月のノルディックスキージュニア世界選手権では個人で銀メダルを獲得している。
1984年ノルディックスキー世界選手権（団体戦）では6位、サラエボオリンピックでは90m級18位に終わった。
1987年ノルディックスキー世界選手権では70m級37位、90m級26位だったが団体では銀メダルを、1988年のカルガリーオリンピックでは70m級19位、90m級17位、団体戦で銅メダルを獲得した。
1989年に現役引退、スキージャンプ・ワールドカップでは3位に入ったことが2回ある。